# Shinjuku gyoen
 (novembre 2013).
Si vous disposez d'ouvrages ou d'articles de référence ou si vous connaissez des sites web de qualité traitant du thème abordé ici, merci de compléter l'article en donnant les références utiles à sa vérifiabilité et en les liant à la section « Notes et références ».
Le jardin impérial de Shinjuku (新宿御苑, Shinjuku gyoen) est un parc dans les arrondissements de Shinjuku et de Shibuya à Tōkyō. Le parc a été une résidence de la famille Naito à la fin du XIXe siècle pendant l'ère Edo avant de devenir un jardin sous la gestion de l'Agence impériale du Japon. C'est maintenant un parc sous la juridiction du ministère national de l'Environnement.

## Histoire
La partie française des jardins est créée à la fin du XIXe siècle par un Français, l'architecte-paysagiste Henry Martinet, alors intendant des jardins de Versailles. Les jardins impériaux, finis en 1906, ont été détruits à la fin de la Seconde Guerre mondiale. En 1947, la gestion du parc et celle des jardins impériaux de Kyoto ont été transférées au ministère national de la Santé et du Bien-être (partie maintenant du ministère de la Santé, du Travail et du Bien-être). Le 21 mai 1949, le jardin a été ouvert au public sous le nom de « Parc national des jardins impériaux de Shinjuku ». En janvier 2001, la gestion du parc a été finalement transférée au ministère national de l'Environnement sous le nom de « Shinjuku gyoen ».

## Description
Avec une superficie de 58,3 ha et une circonférence de 3,5 kilomètres, les jardins mélangent trois styles distincts : anglais, français et japonais. Il y a plus de 20 000 arbres, incluant approximativement 1 500 cerisiers qui fleurissent à différentes périodes selon l'espèce : fin mars pour les shidare (cerisier pleurant), début avril pour les somei (cerisier de Tokyo), jusqu'à fin avril pour les cerisier de Kanzan. On trouve également dans ce parc des cèdres de l'Himalaya majestueux, qui montent au-dessus du reste des arbres en parc, tulipier de Virginie, des cyprès et des platanes qui ont été plantés pour la première fois au Japon dans les jardins impériaux.
Les horticulteurs travaillent en serres chaudes dans les jardins depuis 1892. La serre chaude actuelle, construite dans les années 1950, a plus de 1 700 tropicaux et d'espèce subtropicale visibles en permanence.
Les jardins ont trois accès : porte de Shinjuku, porte d'Okido et porte de Sendagaya.

## Informations pratiques
Shinjuku gyoen est ouvert de 9 h à 16 h 30 tous les jours hormis le lundi, sauf pendant les saisons des cerisiers et des chrysanthèmes, fin mars-avril et début novembre respectivement où les jardins sont ouverts sept jours par semaine. La dernière admission est 16 h. L'admission est de 500 yens pour les adultes, 50 yens pour des enfants. La serre chaude est ouverte de 11 h à 15 h. Une maison de thé japonaise se trouve dans les jardins.

## Illustrations

Shinjuku gyoen
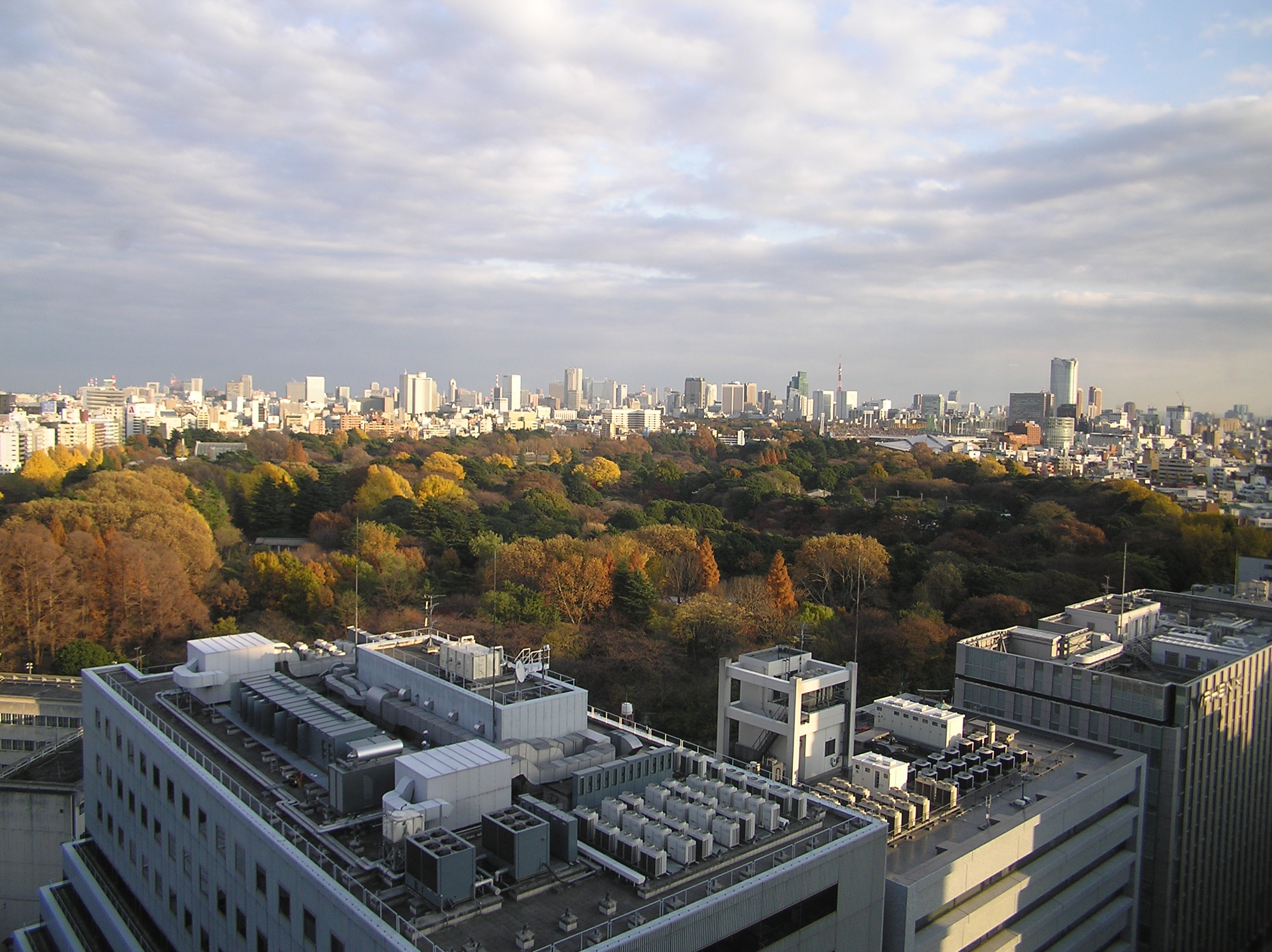
La vue du Shinjuku gyoen depuis la station de Shinjuku.
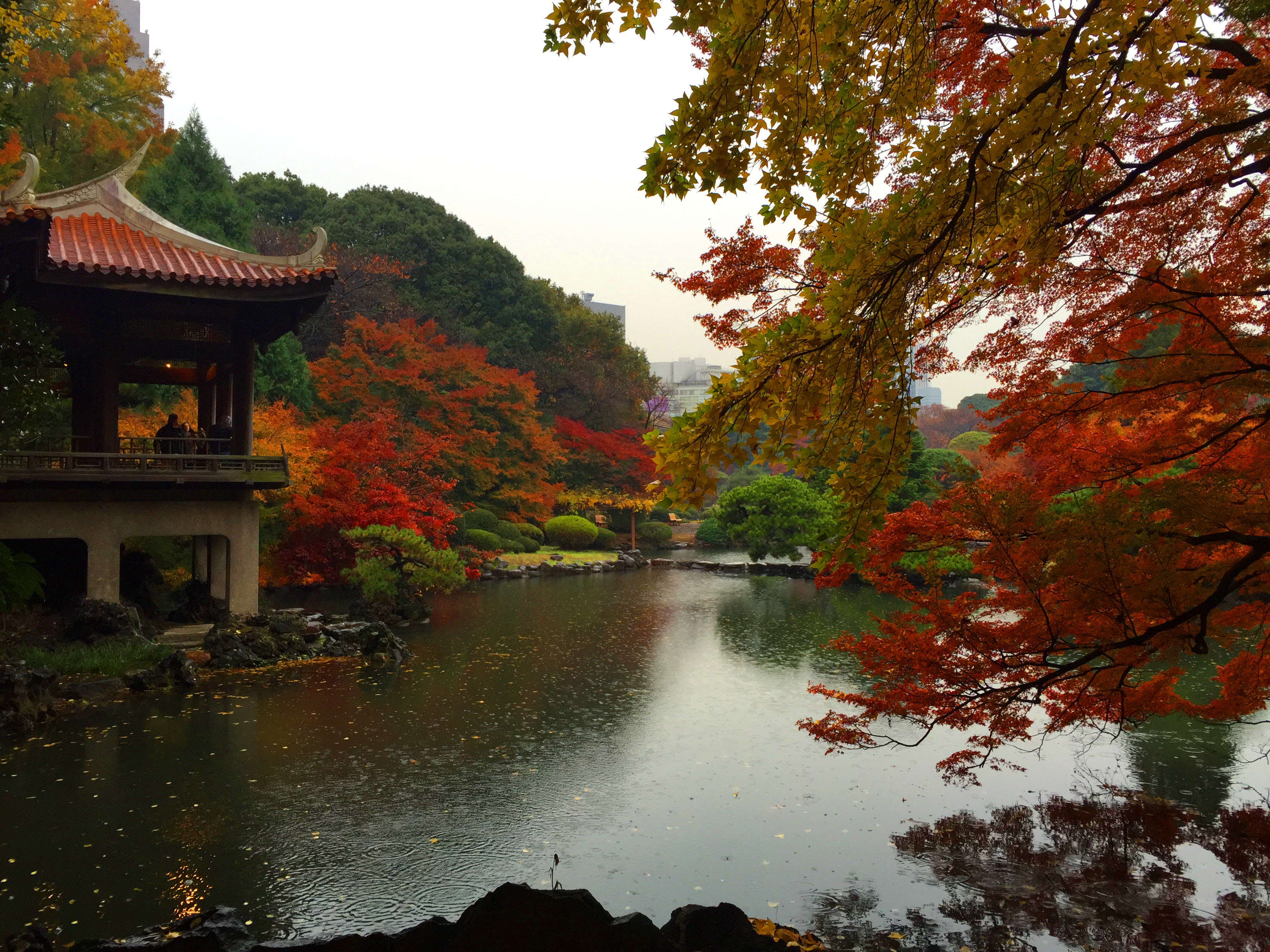
Automne.
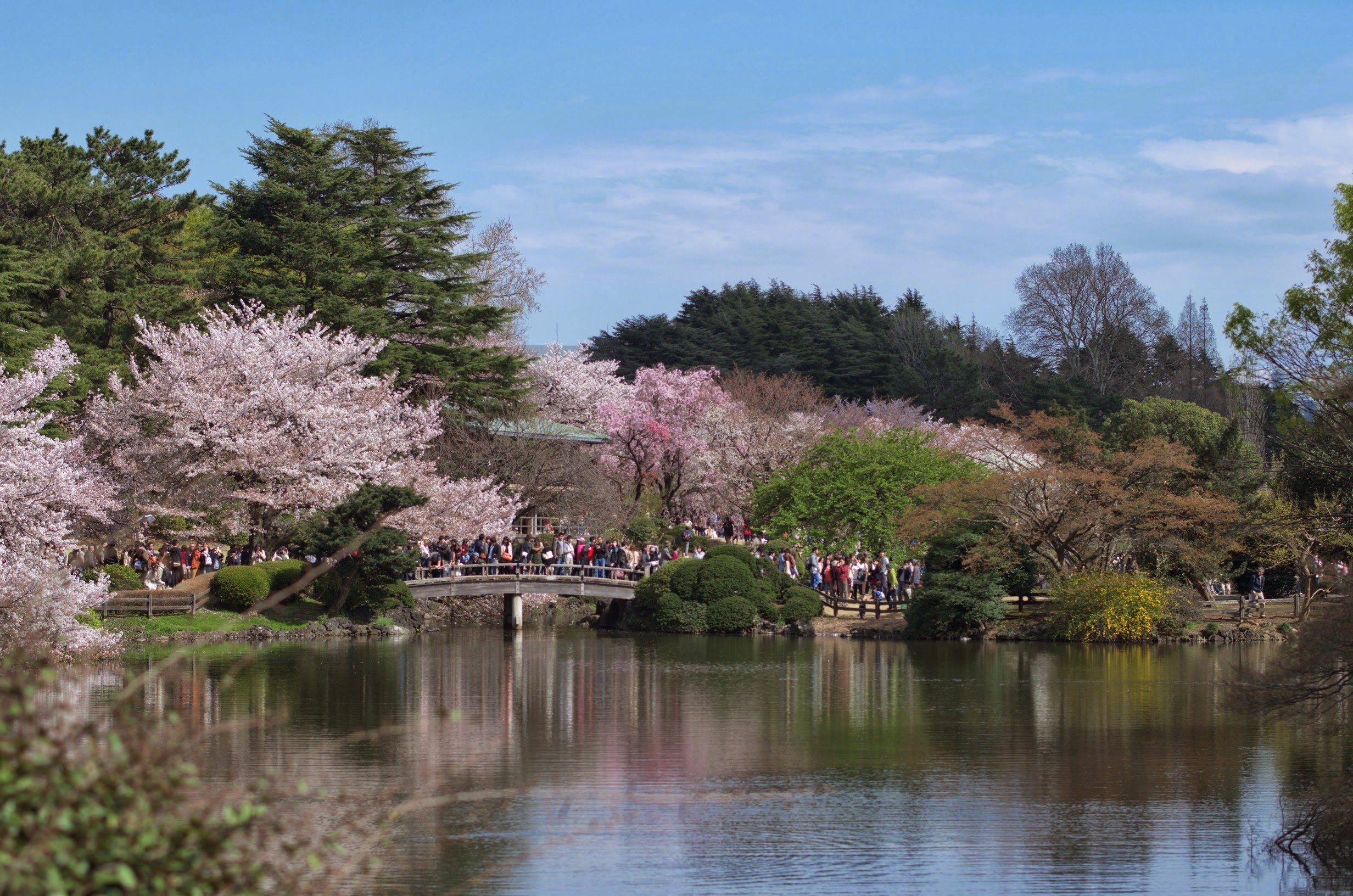
Un pont.
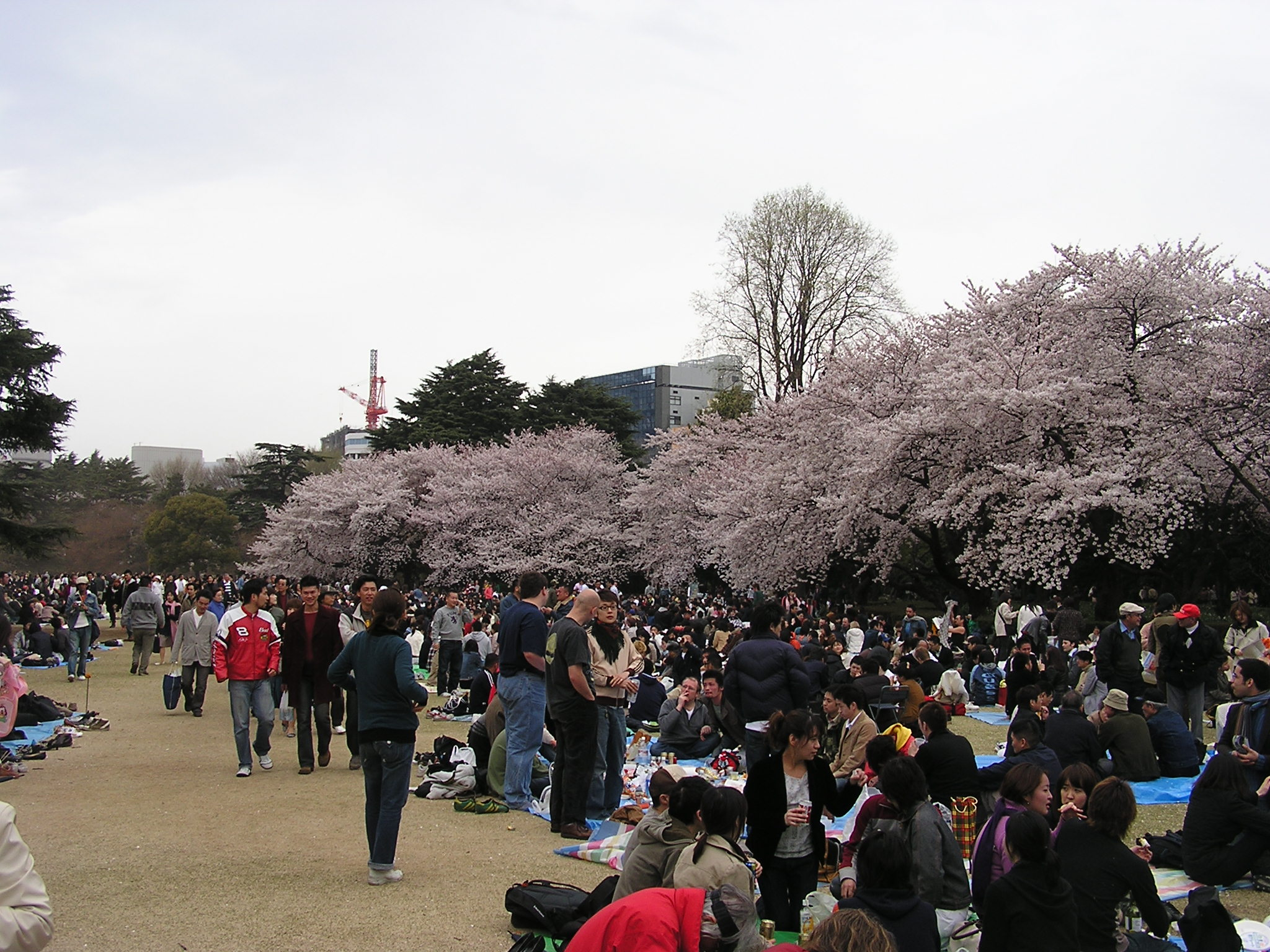
Hanami.
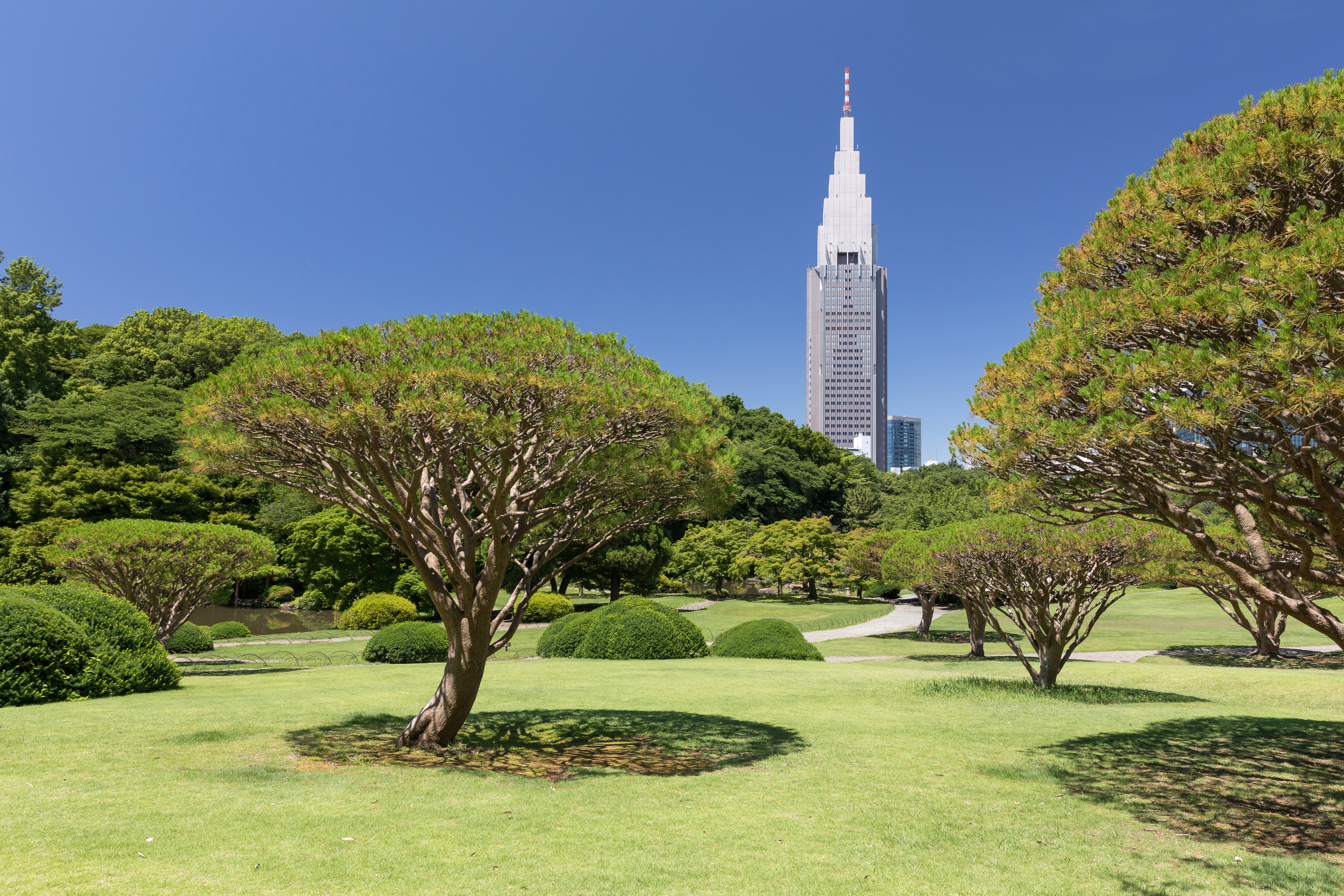
Shinjuku gyoen et la tour NTT DoCoMo Yoyogi (juin 2019).
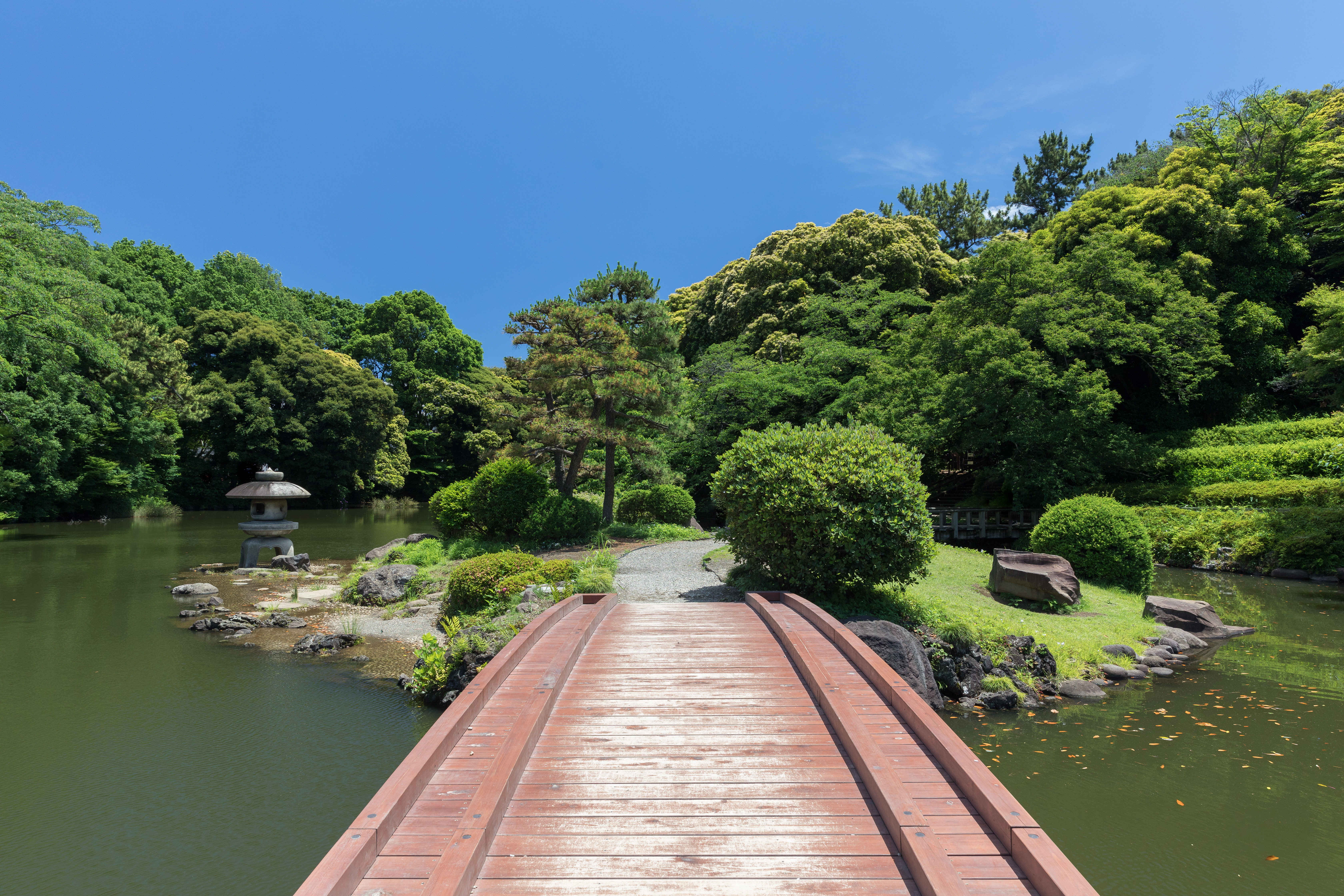
Passerelle en bois au jardin national de Shinjuku gyoen  (juin 2019).

## Événements
Trois événements s'y déroulent chaque année : sakura o miru kai (桜を見る会) début avril lors de la floraison des cerisiers, mori o takiginō (森の薪能) au mois d'octobre, et kiku o miru kai (菊を観る会) début novembre. Le kiku o miru kai est une fête des chrysanthèmes, lors de laquelle sont notamment présentés des ōzukuri (大作り), énormes plants de chrysanthèmes pouvant atteindre 4 m de largeur pour 2,50 m de hauteur, avec plus de 400 fleurs sur un même pied.